# Giro d’Italia 2021/1. Etappe
Die 1. Etappe des Giro d’Italia 2021 wurde am 8. Mai 2021 als Einzelzeitfahren über 8,6 Kilometer in Turin ausgetragen.
Den Auftakt gewann wie im Vorjahr Filippo Ganna (Ineos Grenadiers). Auf Rang zwei und drei kamen die beiden Jumbo-Visma-Fahrer Edoardo Affini (+ 10 Sekunden) und Tobias Foss (+ 13 Sekunden). Von den Favoriten auf die Gesamtwertung platzierten sich João Almeida als Vierter auf 17 Sekunden und Remco Evenepoel als Siebter auf 19 Sekunden (beide Deceuninck-Quick-Step).
Nach Beendigung seiner Fahrt stürzte der 105. des Tages Krists Neilands (Israel Start-Up Nation) auf dem Weg ins Hotel, brach sich das Schlüsselbein und musste die Rundfahrt verlassen.

## Ergebnis
| \| Etappenergebnis \| Etappenergebnis \| Etappenergebnis \| Etappenergebnis \| Etappenergebnis \| \| Fahrer \| Fahrer \| Land \| Team \| Zeit \| \| --------------- \| ---------------- \| --------------- \| ---------------------- \| --------------- \| \| 1. \| Filippo Ganna \| Italien \| Ineos Grenadiers \| 8 min 47 s \| \| 2. \| Edoardo Affini \| Italien \| Jumbo-Visma \| + 10 s \| \| 3. \| Tobias Foss \| Norwegen \| Jumbo-Visma \| + 13 s \| \| 4. \| João Almeida \| Portugal \| Deceuninck-Quick Step \| + 17 s \| \| 5. \| Rémi Cavagna \| Frankreich \| Deceuninck-Quick Step \| + 18 s \| \| 6. \| Jos van Emden \| Niederlande \| Jumbo-Visma \| + 18 s \| \| 7. \| Remco Evenepoel \| Belgien \| Deceuninck-Quick Step \| + 19 s \| \| 8. \| Max Walscheid \| Deutschland \| Qhubeka Assos \| + 19 s \| \| 9. \| Matthias Brändle \| Österreich \| Israel Start-Up Nation \| + 22 s \| \| 10. \| Gianni Moscon \| Italien \| Ineos Grenadiers \| + 23 s \| |                  |             |                        |            |
| |                  |             |                        |            |
| Quelle: ProCyclingStats |                  |             |                        |            |
| Etappenergebnis |                  |             |                        |            |
| Fahrer | Fahrer           | Land        | Team                   | Zeit       |
| 1. | Filippo Ganna    | Italien     | Ineos Grenadiers       | 8 min 47 s |
| 2. | Edoardo Affini   | Italien     | Jumbo-Visma            | + 10 s     |
| 3. | Tobias Foss      | Norwegen    | Jumbo-Visma            | + 13 s     |
| 4. | João Almeida     | Portugal    | Deceuninck-Quick Step  | + 17 s     |
| 5. | Rémi Cavagna     | Frankreich  | Deceuninck-Quick Step  | + 18 s     |
| 6. | Jos van Emden    | Niederlande | Jumbo-Visma            | + 18 s     |
| 7. | Remco Evenepoel  | Belgien     | Deceuninck-Quick Step  | + 19 s     |
| 8. | Max Walscheid    | Deutschland | Qhubeka Assos          | + 19 s     |
| 9. | Matthias Brändle | Österreich  | Israel Start-Up Nation | + 22 s     |
| 10. | Gianni Moscon    | Italien     | Ineos Grenadiers       | + 23 s     |

## Gesamtstände
| \| Gesamtwertung \| Gesamtwertung \| Gesamtwertung \| Gesamtwertung \| Gesamtwertung \| \| Fahrer \| Fahrer \| Land \| Team \| Zeit \| \| ------------- \| ---------------- \| ------------- \| ---------------------- \| ------------- \| \| 1. \| Filippo Ganna \| Italien \| Ineos Grenadiers \| 8 min 47 s \| \| 2. \| Edoardo Affini \| Italien \| Jumbo-Visma \| + 10 s \| \| 3. \| Tobias Foss \| Norwegen \| Jumbo-Visma \| + 13 s \| \| 4. \| João Almeida \| Portugal \| Deceuninck-Quick Step \| + 17 s \| \| 5. \| Rémi Cavagna \| Frankreich \| Deceuninck-Quick Step \| + 18 s \| \| 6. \| Jos van Emden \| Niederlande \| Jumbo-Visma \| + 18 s \| \| 7. \| Remco Evenepoel \| Belgien \| Deceuninck-Quick Step \| + 19 s \| \| 8. \| Max Walscheid \| Deutschland \| Qhubeka Assos \| + 19 s \| \| 9. \| Matthias Brändle \| Österreich \| Israel Start-Up Nation \| + 22 s \| \| 10. \| Gianni Moscon \| Italien \| Ineos Grenadiers \| + 23 s \| |                  |             |                        |            |
| |                  |             |                        |            |
| Quelle: ProCyclingStats |                  |             |                        |            |
| Gesamtwertung |                  |             |                        |            |
| Fahrer | Fahrer           | Land        | Team                   | Zeit       |
| 1. | Filippo Ganna    | Italien     | Ineos Grenadiers       | 8 min 47 s |
| 2. | Edoardo Affini   | Italien     | Jumbo-Visma            | + 10 s     |
| 3. | Tobias Foss      | Norwegen    | Jumbo-Visma            | + 13 s     |
| 4. | João Almeida     | Portugal    | Deceuninck-Quick Step  | + 17 s     |
| 5. | Rémi Cavagna     | Frankreich  | Deceuninck-Quick Step  | + 18 s     |
| 6. | Jos van Emden    | Niederlande | Jumbo-Visma            | + 18 s     |
| 7. | Remco Evenepoel  | Belgien     | Deceuninck-Quick Step  | + 19 s     |
| 8. | Max Walscheid    | Deutschland | Qhubeka Assos          | + 19 s     |
| 9. | Matthias Brändle | Österreich  | Israel Start-Up Nation | + 22 s     |
| 10. | Gianni Moscon    | Italien     | Ineos Grenadiers       | + 23 s     |

| Punktewertung | Punktewertung    | Punktewertung | Punktewertung          | Punktewertung |
| Fahrer        | Fahrer           | Land          | Team                   | Punkte        |
| ------------- | ---------------- | ------------- | ---------------------- | ------------- |
| 1.            | Filippo Ganna    | Italien       | Ineos Grenadiers       | 15 P.         |
| 2.            | Edoardo Affini   | Italien       | Jumbo-Visma            | 12 P.         |
| 3.            | Tobias Foss      | Norwegen      | Jumbo-Visma            | 9 P.          |
| 4.            | João Almeida     | Portugal      | Deceuninck-Quick Step  | 7 P.          |
| 5.            | Rémi Cavagna     | Frankreich    | Deceuninck-Quick Step  | 6 P.          |
| 6.            | Jos van Emden    | Niederlande   | Jumbo-Visma            | 5 P.          |
| 7.            | Remco Evenepoel  | Belgien       | Deceuninck-Quick Step  | 4 P.          |
| 8.            | Max Walscheid    | Deutschland   | Qhubeka Assos          | 3 P.          |
| 9.            | Matthias Brändle | Österreich    | Israel Start-Up Nation | 2 P.          |
| 10.           | Gianni Moscon    | Italien       | Ineos Grenadiers       | 1 P.          |

| Nachwuchswertung | Nachwuchswertung      | Nachwuchswertung | Nachwuchswertung      | Nachwuchswertung |
| Fahrer           | Fahrer                | Land             | Team                  | Zeit             |
| ---------------- | --------------------- | ---------------- | --------------------- | ---------------- |
| 1.               | Filippo Ganna         | Italien          | Ineos Grenadiers      | 8 min 47 s       |
| 2.               | Edoardo Affini        | Italien          | Jumbo-Visma           | + 10 s           |
| 3.               | Tobias Foss           | Norwegen         | Jumbo-Visma           | + 13 s           |
| 4.               | João Almeida          | Portugal         | Deceuninck-Quick Step | + 17 s           |
| 5.               | Remco Evenepoel       | Belgien          | Deceuninck-Quick Step | + 19 s           |
| 6.               | Alexander Wlassow     | Russland         | Astana-Premier Tech   | + 24 s           |
| 7.               | David Dekker          | Niederlande      | Jumbo-Visma           | + 32 s           |
| 8.               | Mikkel Frølich Honoré | Dänemark         | Deceuninck-Quick Step | + 33 s           |
| 9.               | Samuele Battistella   | Italien          | Astana-Premier Tech   | + 33 s           |
| 10.              | Matteo Sobrero        | Italien          | Astana-Premier Tech   | + 33 s           |

| Mannschaftswertung | Mannschaftswertung     | Mannschaftswertung           | Mannschaftswertung |
| Team               | Team                   | Land                         | Zeit               |
| ------------------ | ---------------------- | ---------------------------- | ------------------ |
| 1.                 | Jumbo-Visma            | Niederlande                  | 27 min 02 s        |
| 2.                 | Ineos Grenadiers       | Vereinigtes Königreich       | + 9 s              |
| 3.                 | Deceuninck-Quick Step  | Belgien                      | + 13 s             |
| 4.                 | Israel Start-Up Nation | Israel                       | + 38 s             |
| 5.                 | Qhubeka Assos          | Südarfika                    | + 41 s             |
| 6.                 | Astana-Premier Tech    | Kasachstan                   | + 47 s             |
| 7.                 | UAE Team Emirates      | Vereinigte Arabische Emirate | + 52 s             |
| 8.                 | Bahrain Victorious     | Bahrain                      | + 1 min 01 s       |
| 9.                 | EF Education-Nippo     | Vereinigte Staaten           | + 1 min 02 s       |
| 10.                | Movistar Team          | Spanien                      | + 1 min 06 s       |